# Annika Falkengren

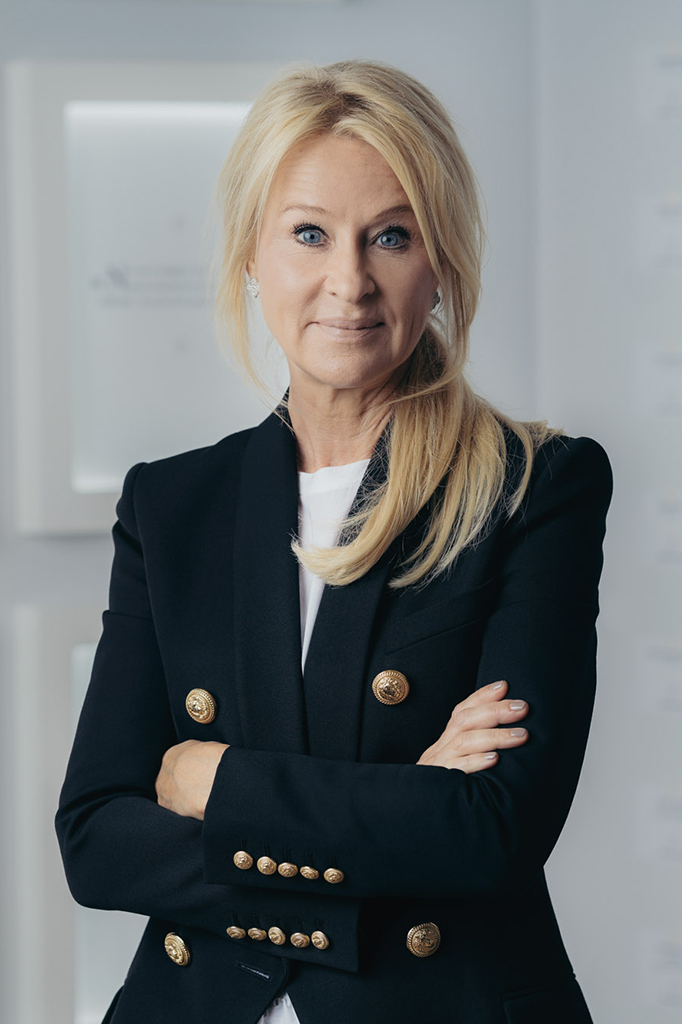
Annika Falkengren

Annika Falkengren, geborene Bolin (* 12. April 1962 in Bangkok) ist eine schwedische Bankmanagerin. Ab 1987 arbeitete sie bei der Skandinaviska Enskilda Banken, von 2005 bis 2017 als Präsidentin und CEO. Sie ist eine der sieben geschäftsführenden Gesellschafter von Lombard Odier.

## Ausbildung
Annika Falkengren wurde am 12. April 1962 in Bangkok geboren, wo ihre Eltern als Diplomaten für das schwedische Außenministerium stationiert waren. Da sie in einer Diplomatenfamilie geboren wurde, waren ihre ersten Jahre von häufigen Umzügen geprägt. Sie kehrte nach Schweden zurück, um das Internat Sigtunaskolan Humanistiska Läroverket zu besuchen und danach ihre Hochschulausbildung an der Universität Stockholm fortzusetzen, die sie 1987 mit einem Bachelor-Abschluss in Betriebs- und Volkswirtschaftslehre abschloss.
Neben Schwedisch und Englisch spricht sie auch die deutsche Sprache.

## Karriere
Falkengren kam 1987 direkt als Trainee nach ihrem Universitätsabschluss im Rahmen des Graduiertenausbildungsprogramms der Bank zur SEB. Dies war der erste Meilenstein in ihrer langen Karriere bei der SEB, in der sie im Laufe von über 30 Jahren verschiedene Führungspositionen und Verantwortlichkeiten bekleidete, und die in der Übernahme der Bankführung als Präsidentin und CEO von SEB im Jahr 2005 gipfelte, eine Position, die sie bis Juli 2017 innehatte. Auf ihrem Weg leitete sie den Bereich Handel und Vertrieb festverzinslicher Produkte, den Handels- und Kapitalmarktbereich und den Unternehmens- und institutionellen Bereich, bevor sie am 10. November 2005 vom SEB-Verwaltungsrat als Nachfolgerin von Lars H. Thunell, der zur Weltbank wechselte, nominiert wurde.
Im August 2017 wechselte Annika Falkengren als geschäftsführende Gesellschafterin zu Lombard Odier. Bis zu ihrem Abgang 2023 bei Lombard Odier gehörten die Nachhaltigkeit der Unternehmensgruppe zu ihren Aufgaben, deren Vorsitz sie sich gemeinsam mit dem geschäftsführenden Senior-Gesellschafter der Gruppe, Patrick Odier, teilte, sowie Risiko, Marketing und Kommunikation.
Annika Falkengren war auch in den Vorständen und Aufsichtsräten von Securitas, Münchener Rück, Scania und Volkswagen tätig. Sie war auch Vorstandsmitglied und anschließend Vorsitzende der Schwedischen Bankiervereinigung. 2017 gab sie ihren Aufsichtsratsposten bei Volkswagen ab, weil die Statuten von Lombard Odier solche Tätigkeiten bei anderen Unternehmen untersagen.  Sie ist gegenwärtig Mitglied der Königlich Schwedischen Akademie der Ingenieurwissenschaften und sitzt im Vorstand der Mentor- und IMD-Stiftung.
Sie ist eine erklärte Gegnerin der Frauenquote und rät stattdessen Frauen, die eine Vorstandskarriere anstreben, Ressorts wie Personal und Kommunikation zu meiden.

## Auszeichnungen
Das schwedische Wirtschaftsmagazin Veckans Affärer zeichnete sie 2005 und 2013 als eine der mächtigsten Frauen in der Wirtschaftswelt Schwedens aus. Financial News hat sie 2006 auf Platz 68 der „100 einflussreichsten Menschen der europäischen Kapitalmärkte“ eingestuft. 2012 ehrte die Euro Finance Group Annika Falkengren mit der Auszeichnung European Banker of the Year. Fortune zählte sie wiederholt zu einer der 10 mächtigsten Frauen in der globalen Geschäftswelt und listete sie 2015 als drittmächtigste Frau in Europa, dem Nahen Osten und in Afrika.